# Abbaye Notre-Dame-de-Protection
L'abbaye Notre-Dame-de-Protection est un ancien monastère de bénédictines, du XVIIe siècle, et qui abrite depuis 1803 l'hôpital de Valognes, qui se dresse, dans le Cotentin, sur le territoire de la commune française de Valognes dans le département de la Manche, en région Normandie. L'édifice est partiellement inscrit au titre des monuments historiques.

## Localisation
L'abbaye Notre-Dame-de-Protection est située à 700 mètres au sud-sud-est de l'église Saint-Malo de Valognes, dans le département français de la Manche.

## Historique
À la suite de l'arrivée de la peste à Cherbourg au début du XVIIe siècle, les moniales bénédictines de Notre-Dame de Protection qui avait leur couvent, fondé en 1623 par Jean IV de Tourlaville (Jean IV de Ravalet), dans ce port cotentinais errèrent d'abord à Tourlaville, puis à Émondeville, avant d'émigrer à Valognes le 15 décembre 1626. D'abord installées au manoir l'Évêque (séminaire), elles finirent par construire leur couvent sur un terrain qui leur avaient été donné, en 1631. La première pierre de l'église fut posée le 23 mai 1635. La première abbesse est Charlotte de La Vigne, sœur de Madeleine de La Vigne, l'épouse du fondateur, Jean de Tourlaville. Le couvent sera vite érigé en abbaye royale.
Lors de la déchristianisation sous la Révolution, les moniales sont chassées de l'abbaye le 21 septembre 1792. Les bâtiments sont convertis en hospice en 1803. Les moniales reforment leur communauté à l'hôtel de la Grimonnière en 1795, puis s'établissent en 1810 dans l'ancien couvent des Capucins.

## Description
L'église fut construite de 1635 à 1648. Les bâtiments classiques d'époque Louis XIII sont ordonnés autour d'un cloître carré et son clocher à flèche et à clochetons s'inspirent de l'époque gothique.
La nef est flanquée de petites chapelles latérales, et le clocher à flèche à clochetons. Le chœur est surélevé, et on y accède par un escalier à double révolution. À l'intérieur on peut voir un retable du XVIIe siècle.
Au-dessus d'une porte, dans la seconde cour de l'abbaye, on peut voir une plaque calcaire gravée avec un écu losangé, propre aux femmes, avec une crosse d'abbesse, qui figure les armes de madame Castel de Saint-Pierre (1711-1741) : de gueules, au chevron d'argent, accosté de trois roses d'or cinquième abbesse. Toujours dans cette seconde cour, sur un des murs des bâtiments est insérée une pierre calcaire figurant les armes d'une famille de Montebourg, les Néel : d'azur au soleil d'or accompagné de sept étoiles d'or, 3, 2, 2, et d'un croissant d'argent en pointe, anoblie en 1574, bienfaitrice de l'abbaye, surmonté d'un heaume de profil, visière ouverte à trois grilles.
Le maitre-verrier Henri Déchanet a réalisé les vitraux sur des cartons de Léon Zack.

## Protection
Les façades et toitures sont inscrites au titre des monuments historiques par arrêté du 7 mai 1937.